# 3284 Niebuhr
3284 Niebuhr este un asteroid din centura principală, descoperit pe 13 iulie 1953, de Jacobus Bruwer.